# Ярослава Дегтяренко
Дегтяренко Анна Вікторівна, літературний псевдонім — Ярослава Дегтяренко (нар. 30 листопада 1984, м. Запоріжжя) — українська письменниця. Лауреатка Міжнародного літературного конкурсу «Коронація слова» (2016).

## Біографія
Анна Дегтяренко народилася 30 листопада 1984 року в м. Запоріжжя. В 2001 році закінчила загальноосвітню середню школу № 7. В 2006 році закінчила Міжрегіональну академію управління персоналом (юридичний факультет) в м. Запоріжжі. Після навчання працювала юрисконсультантом.
На даний час домогосподарка. Проживає в Запоріжжі. Захоплюється вишивкою, подорожами, стрільбою з традиційного лука, любить класичну музику. Бере участь у зустрічах зі школярами, молоддю.

## Творчість
Писати книги почала випадково. До цього спонукала подруга. Перше оповідання було написано для Інтернету. У 2014 році була розпочата робота над «Лицарями Дикого Поля». Для участі в Міжнародному конкурсі «Коронація слова» самостійно переклала свій твір українською мовою. У 2016 році «Лицарі Дикого Поля» здобули відзнаку «Вибір видавця». Відтоді працює виключно в історичному жанрі, присвячуючи усі свої книги історії України.
В своїх романах реконструює історичні події настільки точно, наскільки це можливо у сучасності. Ретельно вивчає історичні джерела, праці науковців, археологічні дані, етнографію, звичаї, вірування та побут українців, історію держави та права, військову історію, навіть деякі аспекти психології та судово-медичної експертизи, вплітаючи цю інформацію в сюжет книги.
Анна Дегтяренко про вибір історичного жанру: «… Toму що історія — неймовірний cвiт, яскравий тa цікавий. I peaльнa історія набагато цікавіша, ніж фентезі, крутіша за бойовик, романтичніша за мелодраму. Я люблю Історію тa прагну повернути українцям правду про їхнє минуле» .
Твори:
- 2016 — «Лицарі Дикого Поля» (видавництво «Брайт Букс»);
- 2018 — «Ярино, вогнику мій» (видавництво «Книжковий клуб КСД»);
- 2019 — Трилогія «Між двох орлів» ISBN 978-617-12-6507-3:
- перша книга — «Гідний наступник» (видавництво «Книжковий клуб „Клуб сімейного дозвілля“);
- друга книга — „Зраджений гетьман“ (видавництво „Книжковий клуб КСД“) ISBN 978-617-12-7232-3;
- третя книга — „Олеся: поміж честю та коханням“ („Книжковий клуб КСД“) ISBN 9786171282353;
- 2021 — „Останній володар“ (Книжковий клуб КСД») ISBN 978-617-12-8623-8;
- 2022 — «Князь русинів. У павутинні інтриг.» Книга 1 (видавництво КСД) ISBN 978-617-12-9799-9;
- 2023 — «Князь русинів. У горнилі війни» книга 2 (видавництво КСД) ISBN 978-617-12-9966-5;
- 2024 — «Гетьмани України. Павло Тетеря. Іван Брюховецький» (видавництво Брайт Букс) ISBN 978-617-77-6675-8

## Відзнаки
- Анна Дегтяренко — володарка спеціальної відзнаки «Вибір видавця» Міжнародного літературного конкурсу «Коронація слова 2016».